# En vivo (album)
Pour l’article homonyme, voir En vivo.
Albums de Ha*Ash
30 de febrero
(2017)
Vidéos par Ha*Ash
Primera fila: Hecho realidad
(2014)
Singles
1. Si Tú No Vuelves (en)
Sortie : 6 décembre 2019

En vivo est le CD/DVD d'un live du groupe de pop latine américain Ha*Ash enregistré le 11 novembre 2010 à l'Auditorio Nacional, au Mexique, au cours de la tournée Gira 100 Años Contigo. L'album est sorti le 6 décembre 2019 sous le label Sony Music U.S Latin.
L'album contient la vidéo du concert ainsi que vingt-deux chansons au format CD. Le CD/DVD est sorti au Mexique le 6 décembre 2019. En Vivo atteignit la première place du classement espagnol Top 10 Albums du Mexique.

## Le concert
Lors de ce concert, Ha*Ash joue sur les mélanges de genres, de musiques et de couleurs. Les pièces interprétéês sont alternées entre son dernier album studio et les précédents,. Ce concert enregistré devant public, est essentiellement tourné vers les chansons tirées de leur dernier opus en date : 30 de febrero. On y retrouve cependant des classiques du groupe tels que Perdón, perdón, Te dejo en libertad et Lo aprendi de ti. Sur les 22 titres joués, 6 morceaux sont issus de l'album 30 de febrero,.
Pendant le concert, le groupe a été rejoint sur scène par le chanteur nord-amérindien Prince Royce pour la chanson intitulée 100 Años, le chanteur espagnol Melendi pour la chanson intitulée Destino o Casualidad et chanteur et acteur italo-espagnol Miguel Bosé pour Si tú no vuelves.

### Les musiciens sur scène
- Ashley Grace - chant, guitares
- Hanna Nicole - chant, claviers, guitares, grosse caisse, harmonica
- Miguel Bosé – chant
- Melendi –chant
- Prince Royce – chant
- Fernando Ruvel – guitare basse
- Ricardo Cortes – batterie
- Rodrigo Duarte – guitares, mandoline
- Tito Ruelas  –guitare basse,  guitares
- Mateo Aguilar – claviers

## Genèse et sortie
Ha*Ash annonce sur son site officiel que les concerts du 11 novembre à Mexique, à l'Auditorio Nacional, seront filmés pour la prochaine sortie DVD. La vidéo sert de support pour le 5e album live du groupe Ha*Ash, distribué en format 2CD+DVD. L'album est sorti le 6 décembre 2019 sous le label Sony Music U.S Latin à Mexique.

## Liste des chansons
| 1.  | Estés en donde estés                 | Áureo Baqueiro, Salvador Rizo                  | 2003 – Ha*Ash                       | 3:15 |
| 2.  | ¿De dónde sacas eso?                 | Ashley Grace, Hanna Nicole, José Luis Ortega   | 2011 – A Tiempo                     | 3:24 |
| 3.  | Amor a medias                        | Baqueiro, Salvador Rizo                        | 2005 – Mundos Opuestos              | 4:13 |
| 4.  | Ojalá                                | Ashley, Hanna, Paolo Stefanoni, Pablo Preciado | 2017 – 30 de febrero                | 3:46 |
| 5.  | Sé que te vas                        | Ashley, Hanna, Preciado                        | 2014 – Primera fila: Hecho realidad | 3:59 |
| 6.  | Todo no fue suficiente               | Ashley, Hanna, Yoel Henríquez                  | 2011 – A tiempo                     | 2:34 |
| 7.  | ¿Qué me faltó                        | Ashley, Hanna, Ortega                          | 2017 – 30 de febrero                | 3:24 |
| 8.  | Destino o casualidad (feat. Melendi) | Melendi                                        | 2017 – Quítate las gafas            | 4:26 |
| 9.  | Dos copas de más                     | Ashley, Hanna, Preciado                        | 2014 – Primera fila: Hecho realidad | 3:34 |
| 10. | Eso no va a suceder                  | Ashley, Hanna, Edgar Barrera                   | 2017 – 30 de febrero                | 4:10 |
| 11. | ¿Qué hago yo?                        | Soraya                                         | 2005 – Mundos Opuestos              | 3:44 |

| 1.  | Me entrego a ti                      | Soraya                                                           | 2005 – Mundos Opuestos              | 4:17 |
| 2.  | No pasa nada                         | Ashley, Hanna, Ortega                                            | 2017 – 30 de febrero                | 3:21 |
| 3.  | Te dejo en libertad                  | Ashley, Hanna, Ortega                                            | 2011 – A tiempo                     | 4:51 |
| 4.  | Si tú no vuelves (feat. Miguel Bosé) | Miguel Bosé , Lanfranco Ferrario , Massimo Grilli                | 1993 – Bajo el signo de Caín        | 5:30 |
| 5.  | Ex de verdad                         | Ashley, Hanna, Beatriz Luengo                                    | 2014 – Primera fila: Hecho realidad | 3:51 |
| 6.  | Odio amarte                          | Ashley, Hanna, Baqueiro                                          | 2003 – Ha*Ash                       | 3:29 |
| 7.  | 100 años (feat. Prince Royce)        | Ashley, Hanna, Geoffrey Rojas, Andy Clay, Erika Ender            | 2017 – 30 de febrero                | 3:14 |
| 8.  | Lo aprendí de ti                     | Ashley, Hanna, Ortega                                            | 2014 – Primera fila: Hecho realidad | 3:27 |
| 9.  | No te quiero nada                    | Baqueiro                                                         | 2008 – Habitación Doble             | 4:48 |
| 10. | Perdón, perdón                       | Ashley, Hanna, Ortega                                            | 2014 – Primera fila: Hecho realidad | 3:39 |
| 11. | 30 de febrero                        | Ashley, Hanna, Abraham Mateo, Santiago Hernández, Rafael Vergara | 2017 – 30 de febrero                | 5:38 |

| 1.  | Estés en donde estés (Live)                | 3:19 |
| 2.  | ¿De dónde sacas eso? (Live)                | 3:24 |
| 3.  | Amor a medias (Live)                       | 4:17 |
| 4.  | Ojalá (Live)                               | 3:46 |
| 5.  | Sé que te vas (Live)                       | 4:01 |
| 6.  | Todo no fue suficiente (Live)              | 2:37 |
| 7.  | ¿Qué me faltó? (Live)                      | 3:23 |
| 8.  | Destino o casualidad                       | 4:23 |
| 9.  | Dos copas de más (Live)                    | 3:33 |
| 10. | Eso no va a suceder (Live)                 | 4:12 |
| 11. | ¿Qué hago yo? (Live)                       | 3:44 |
| 12. | Me entrego a ti (Live)                     | 4:15 |
| 13. | No pasa nada (Live)                        | 3:22 |
| 14. | Te dejo en libertad (Live)                 | 4:20 |
| 15. | Si tú no vuelves (feat. Miguel Bosé, Live) | 5:31 |
| 16. | Ex de verdad (Live)                        | 3:53 |
| 17. | Odio amarte (Live)                         | 3:34 |
| 18. | 100 años (feat. Prince Royce, Live)        | 3:12 |
| 19. | Lo aprendí de ti (Live)                    | 3:29 |
| 20. | No te quiero nada (Live)                   | 4:44 |
| 21. | Perdón, perdón (Live)                      | 3:45 |
| 22. | 30 de febrero (Live)                       | 4:32 |

## Charts

### Classements
| Classement (2019)  | Position |
| ------------------ | -------- |
| Mexique (Amprofon) | 1        |

## Historique de sortie
| Pays           | Date(s)         | Format(s)                                                   | Label(s)                         |
| -------------- | --------------- | ----------------------------------------------------------- | -------------------------------- |
| Reste du monde | 6 décembre 2019 | Numérique (précommande sur iTunes avec vingt-deux chansons) | Sony Music Latin, OCESA Seitrack |
| Mexique        | 6 décembre 2019 | DVD+2CD                                                     | Sony Music Latin, OCESA Seitrack |

## notes et références
1. ↑  « Ha*Ash abarrotó de nuevo el Auditorio Nacional y tuvo a Miguel Bosé, Prince Royce y Melendi como invitados — OCESA Seitrack | Agencia Artística », sur web.archive.org, 27 mars 2019 (consulté le 13 décembre 2019)
2. 1 2  (es-MX) « Ha*Ash lanzará este viernes su nuevo álbum En Vivo — OCESA Seitrack | Agencia Artística », sur OCESA Seitrack (consulté le 13 décembre 2019)
3. ↑  (es-MX) « Ha*Ash lanza disco de sus éxitos En vivo », sur iHeartRadio, 9 décembre 2019 (consulté le 13 décembre 2019)
4. 1 2  « Top álbum en español (Week 13 December, 20 December) », sur Asociación Mexicana de Productores de Fonogramas y Videogramas (consulté le 13 décembre 2019)
5. ↑  (es) Patricia Carranza Alva, « Miguel Bosé da tremendo beso a una de las Ha-Ash », sur Publimetro México (consulté le 13 décembre 2019)
6. ↑  (es) Televisa TIM, « Miguel Bosé besa en la boca a integrante de Ha*Ash », sur Telehit (consulté le 13 décembre 2019)
7. 1 2  (en-US) Ha-Ash: En Vivo by Ha-Ash (lire en ligne)
8. 1 2  (es-MX) « Miguel Bosé le da un apasionado beso a una de las Ha*Ash », sur Laura G, 12 novembre 2018 (consulté le 13 décembre 2019)
9. ↑  (es) Héctor Difo, « Ha*Ash lanza su disco ‘En Vivo’ », sur EntreFans.com, 6 décembre 2019 (consulté le 13 décembre 2019)
10. ↑  (es-MX) « Ha*Ash, el dueto pop de mayor impacto y venta de boletos en América Latina, presentó su álbum En Vivo — OCESA Seitrack | Agencia Artística », sur OCESA Seitrack (consulté le 13 décembre 2019)
11. ↑  « Ha*Ash – En Vivo; Mixup Music Store », sur www.mixup.com.mx (consulté le 13 décembre 2019)